# Mindszenti Pál
Mindszenti Pál (1921. január 23. –) magyar bajnok labdarúgó, kapus.

## Pályafutása

### Klubcsapatban
1948 és 1949 között a Ferencvárosban összesen 16 mérkőzésen szerepelt (2 bajnoki, 10 nemzetközi, 4 hazai díjmérkőzés). Az 1948–49-es idényben a bajnokcsapat tagja volt.

## Sikerei, díjai
- Magyar bajnokság
  - bajnok: 1948–49